# Benjamin Whitrow
Benjamin Whitrow (Oxford, 17 febbraio 1937 – Londra, 28 settembre 2017) è stato un attore britannico.

## Biografia
Dopo aver recitato nella Royal Shakespeare Company nel 1981, ha interpretato il ruolo di Russell nella versione radiofonica di After Henry.
Nel 1989, Whitrow appare nel quarto episodio dello show A Bit of Fry and Laurie trasmesso dall'emittente BBC Two.
Tra il 1990 e il 1992, Whitrow recita nella sitcom The New Statesman nel ruolo di Paddy O'Rourke, un ministro laburista che finge un accento irlandese in pubblico per attrarre i voti della classe lavoratrice.
Benjamin Whitrow è stato candidato per il premio BAFTA per la sua interpretazione del Signor Bennet nella miniserie televisiva Orgoglio e pregiudizio .
Muore a Londra il 28 settembre 2017 a 80 anni a causa di un'emorragia cerebrale.

## Filmografia parziale

### Cinema
- 5 ore violente a Soho (The Small World of Sammy Lee), regia di Ken Hughes (1963)
- Quadrophenia, regia di Franc Roddam (1979)
- Le due facce del male (Brimstone & Treacle), regia di Richard Loncraine (1982)
- Clockwise, regia di Christopher Morahan (1986)
- Personal Services, regia di Terry Jones (1987)
- Hawks, regia di Robert Ellis Miller (1988)
- Sulla collina nera (On the Black Hill), regia di Andrew Grieve (1988)
- Il danno (Damage), regia di Louis Malle (1992)
- Charlot (Chaplin), regia di Richard Attenborough (1992)
- Restoration - Il peccato e il castigo (Restoration), regia di Michael Hoffman (1995)
- Il santo (The Saint), regia di Phillip Noyce (1997)
- Favole (FairyTale: A True Story), regia di Charles Sturridge (1997)
- Il giorno del matrimonio (Jilting Joe), regia di Dan Zeff (1998)
- Scenes of a Sexual Nature, regia di Ed Blum (2006)
- Bomber, regia di Paul Cotter (2009)

### Televisione
- ITV Play of the Week – serie TV, 1 episodio (1963)
- Emergency-Ward 10 – serie TV, 2 episodi (1963-1967)
- Detective – serie TV, 1 episodio (1964)
- Londoners – serie TV, 1 episodio (1965)
- The Power Game – serie TV, 1 episodio (1966)
- Crossroads – soap opera, 1 puntata (1966)
- Theatre 625 – serie TV, 1 episodio (1966)
- Dr. Finlay's Casebook – serie TV, 1 episodio (1967)
- Il mercante di Venezia (The Merchant of Venice), regia di John Sichel – film TV (1973)
- The Brontës of Haworth – miniserie TV, 2 episodi (1973)
- The Aweful Mr. Goodall – serie TV, 1 episodio (1974)
- The Pallisers – miniserie TV, 1 episodio (1974)
- A caccia dell'invisibile – serie TV, 1 episodio (1974)
- Play for Today – serie TV, 5 episodi (1975-1981)
- BBC Play of the Month – serie TV, 2 episodi (1975-1982)
- The Squirrels – serie TV, 1 episodio (1977)
- Fathers and Families – miniserie TV, 1 episodio (1977)
- Yes, Honestly – serie TV, 1 episodio (1977)
- BBC2 Play of the Week – serie TV, 1 episodio (1977)
- Wings – serie TV, 1 episodio (1978)
- Il giallo della poltrona  – serie TV, 6 episodi (1978)
- Afternoon Off – film TV (1979)
- Danger UXB – serie TV, 1 episodio (1979)
- One Fine Day – film TV (1979)
- A Moment in Time – serie TV, 4 episodi (1979)
- Suez 1956 – film TV (1979)
- Bognor – serie TV, 6 episodi (1981)
- Troilus & Cressida – film TV (1981)
- Nanny – serie TV, 3 episodi (1981-1982)
- BBC2 Playhouse – serie TV, 1 episodio (1982)
- Il brivido dell'imprevisto – serie TV, 1 episodio (1982)
- All for Love – serie TV, 1 episodio (1982)
- Harry's Game – miniserie TV, 3 episodi (1982)
- La nave perduta – miniserie TV, 1 episodio (1983)
- Bingo! – film TV (1983)
- The Starlight Ballroom – film TV (1983)
- In due s'indaga meglio – serie TV, 1 episodio (1983)
- Danger: Marmalade at Work – serie TV, 1 episodio (1984)
- Sharma and Beyond – film TV (1984)
- Hay Fever – film TV (1984)
- Summer Season – serie TV, 1 episodio (1985)
- Minder – serie TV, 1 episodio (1985)
- Dempsey and Makepeace – serie TV, 1 episodio (1985)
- L'asso della Manica – serie TV, 1 episodio (1985)
- Coming Through – film TV (1985)
- Muzzy in Gondoland – serie TV, 6 episodi, in 5 dei quali non accreditato, solo voce (1986)
- Victoria Wood: As Seen on TV – serie TV, 1 episodio (1986)
- Screen Two – serie TV, 2 episodi (1986-1988)
- Screenplay – serie TV, 3 episodi (1986-1989)
- Ffizz – serie TV, 12 episodi (1987-1989)
- Theatre Night – serie TV, 1 episodio (1987)
- Tickets for the Titanic – serie TV, 1 episodio (1988)
- Natural Causes – film TV (1988)
- Un uomo per tutte le stagioni (A Man for All Seasons), regia di Charlton Heston – film TV (1988)
- Muzzy Comes Back – serie TV, solo voce (1989)
- A Bit of Fry and Laurie – serie TV, 1 episodio (1989)
- Chillers – serie TV, 1 episodio (1990)
- Chancer – serie TV, 13 episodi (1990)
- Boon – serie TV, 1 episodio (1990)
- Perfect Scoundrels – serie TV, 1 episodio (1991)
- Rumpole of the Bailey – serie TV, 1 episodio (1991)
- Brookside – serie TV, 1 episodio (1992)
- The New Statesman – serie TV, 3 episodi (1991-1992)
- Casualty – serie TV, 2 episodi (1991-2013)
- Peak Practice – serie TV, 1 episodio (1993)
- Men of the World – serie TV, 1 episodio (1994)
- Moving Story – serie TV, 1 episodio (1994)
- Metropolitan Police – serie TV, 1 episodio (1995)
- Orgoglio e pregiudizio – miniserie TV, 6 episodi (1995)
- Ispettore Morse – serie TV, 1 episodio (1996)
- The Merchant of Venice – film TV (1996)
- Embassy – film TV (1997)
- The History of Tom Jones, a Foundling – miniserie TV, 5 episodi (1997)
- The Blonde Bombshell – miniserie TV, 1 episodio (1999)
- Kiss Me Kate – serie TV, 1 episodio (1999)
- Jonathan Creek – serie TV, 1 episodio (1999)
- Other People's Children – serie TV, 2 episodi (2000)
- Pevsner Revisited – film TV documentaristico (2001)
- Monarch of the Glen – serie TV, 1 episodio (2001)
- L'ispettore Barnaby (Midsomer Murders) – serie TV, episodi 4x06-12x03 (2001-2009)
- Henry VIII – film TV (2003)
- Wren: The Man Who Built Britain – film TV documentaristico (2004)
- Island at War – miniserie TV, 5 episodi (2004)
- Murder in Suburbia – serie TV, 1 episodio (2005)
- The Queen's Sister – film TV (2005)
- Poirot (Agatha Christie's Poirot) – serie TV, episodio 10x03 (2005)
- Trial & Retribution – serie TV, 1 episodio (2008)
- Bonekickers – serie TV, 1 episodio (2008)
- Doc Martin – serie TV, 1 episodio (2009)
- The Royal – serie TV, 1 episodio (2011)
- Little Crackers – serie TV, 1 episodio (2011)
- New Tricks: Nuove tracce per vecchie volpi – serie TV, 1 episodio (2014)
- Toast of London – serie TV, 1 episodio (2014)
- Wolf Hall – miniserie TV, 1 episodio (2015)
- Man Down – serie TV, 1 episodio (2015)
- The Musketeers – serie TV, 1 episodio (2016)

### Doppiatore
- Galline in fuga (Chicken Run), regia di Peter Lord e Nick Park (2000)

## Doppiatori italiani
- Romano Malaspina ne Il mercante di Venezia
- Emilio Cappuccio in Orgoglio e pregiudizio (ed. 2004)
- Oliviero Dinelli in Orgoglio e pregiudizio (ridoppiaggio 2013)

Da doppiatore è sostituito da:
- Ettore Conti in Galline in fuga